# Steaua Mizil
Steaua Mizil a fost o echipă de fotbal din orașul Mizil. În perioada 1984-1997 echipa de fotbal Steaua Mizil a participat în competițiile ligii secunde românești.

## Istorie

### Fotbalul mizilean înainte de 1954
Până la înființarea echipei Rapid Mizil, în 1954, fotbalul mizilean a avut o existență firavă, întreținută în bună măsură de pasiunea mizilenilor stabiliți în alte orașe ale țării. 
Ziarul „Acțiunea Buzăului” amintește în ediția din 6 ianuarie 1937 câteva meciuri „de natură amicală” ce au avut loc pe „tărâmul foot-balistic” în anul 1935, printre care și cel disputat între Albatros Buzău și Unirea Mizil, încheiat cu scorul de 5-4.
În 1947, mizileanul Alexandru Rădulescu, ajuns șef al vămii Curtici, preia conducerea echipei de fotbal locală Frontiera, căreia îi va organiza un meci amical la Mizil. Consemnarea acelui eveniment merită citată, pentru a avea imaginea unei inițiative excepționale pentru acele vremuri:
„Ambițiosul președinte pune la dispoziția echipei și a suporterilor ei o garnitură cu un număr de 4 vagoane, pentru a face deplasarea. Ca urmare, într-o vineri dimineața a lunii august 1947, stadionul micului orășel se umple de spectatori, printre ei și foarte mulți curticeni. Echipa Mizilului era bine aranjată în teren, cu jucători iuți și tehnici, dar echipa care conducea la pauză cu 1-0 era Frontiera Curtici. Golul fusese marcat de Voli Zuba din centrarea lui Ioșca Ursu, care și-a depășit fundașul prin viteză, pasându-i apoi centrului atacant, specialist în loviturile cu capul. În pauza meciului, fanfara militară a desfătat auzul spectatorilor prin marșuri militare. În a doua repriză, echipa noastră practică un joc frumos. Impetuosul N. Crețu centrează, iar talentatul tânăr Pavel Boaru reia din vole cu una din binecunoscutele-i bombe, lăsând fără sperențe portarul advers și urcând tabela la 2-0. Spectatorii curticeni împreună cu A. Rădulescu aplaudă frenetic. Gazdele repun mirați mingea la centru, neașteptându-se la așa o replică din partea Frontierei. Mizilul face presing dar Scamă nu poate fi bătut. În minutul 73, Nicu Crețu venit în ajutorul apărării intră dur la interul gazdelor, arbitrul neezitând să acorde 11 m pentru gazde. Execută același inter și scorul devine 2-1 pentru oaspeți. Frontiera calmează jocul și își reia atacurile, în special, pe partea stângă. În minutele 78 și 81, G.Mișca respectiv Voli Zuba ratează printr-un șut puțin peste bară și un cap la vinclul porții, respins însă de portar. Presingul Frontierei se întețește, în min.85, Pavel Boaru driblând cu finețe 2 adversari și punându-i o minge lui T. Cilan care cu adversarul în spate nu iartă, urcând scorul la 3-1. Finalul meciului prinde echipa noastră în aplauzele publicului spectator și o bară a lui Pavel Boaru. La finalul meciului, jucătorii noștri dau mâna cu gazdele și salută asistența, promițând acordarea revanșei la Curtici. Cele 4 vagoane își reiau drumul spre întoarcere, lăsând în urmă amintiri de neuitat pentru cei prezenți.” (Răzvan Mărtoiu, „CS Frontiera Curtici – eterna iubire alb-albastră” din „Curtici oraș european”)
În luna octombrie a anului 1949, ziarul „Viața Buzăului” înregistrează meciul dintre CS Armata Buzău și CFR Mizil 8-1, susținut în cadrul campionatului districtual de toamnă. Luna următoare același ziar consemnează meciul dintre Dinamo Mizil și CS Armata Buzău, termnat cu scorul de 1-2. În aceeași lună, noiembrie 1949, „Viața Buzăului” menționează unele „comportarea nesportivă a unor jucători CFR-iști din Mizil” în meciul susținut împotriva Forestei Nehoiu. Arbitrul acelei partide a fost mizileanul Gheorghe Dumitrescu-Dorobanțu, acuzat de „acordarea unor decizii injuste” ce „avantajau echipa gazdă”, CFR Mizil. În luna mai a anului 1950, aceeași publicație consemnează alte rezultate ale campionatului districtual: Dinamo Mizil-Progresul Buzău 6-0 și Locomotiva Mizil-Petrolul Berca 5-1. 

### Perioada 1960-1982
Până la apariția Stelei Mizil, tradiția fotbalului local era asociată cu o altă echipă, Rapid Mizil, care în anii '60 a activat în Divizia C. După câteva sezoane încheiate la un nivel onorabil, echipa a fost exclusă din Divizia C ca urmare a unor incidente întâmplate în timpul meciului Rapid Mizil - Metalul Buzău. După terminarea turului, o parte din jucătorii Rapidului din Mizil aveau să plece la Metalul Plopeni.  
În anii '70, echipa a activat în campionatul județean, zona Mizil, până în 1982, când colonelul Victor Athanasie Stănculescu a primit ordin de la Ministrul Apărării să înființeze o echipă satelit pentru Steaua București: „Ministrul Apărării mi-a zis, la începutul anilor '80, să fac o echipă de rezervă pentru Steaua. Era într-o toamnă. Până vara viitoare, trebuia s-o promovez pe Steaua Mizil din «C» în «B». L-am avut aghiotant pe Tică Dănilescu. Uzina de la Mizil îmi era subordonată direct. În vestiarul arbitrilor erau frigidere bogate ca la un hotel de cinci stele: șampanie, vin, felurite cadouri." Echipa Rapid Mizil avea să fuzioneze cu ICIM Ploiești, preluând de la aceasta jucători și locul din campionatul diviziei C, ediția 1982-83, unde activa. La sfârșitul următoarei ediții de campionat, 1983-84, A.S.A. Mizil promova în Divizia B, după un parcurs extrem de strân cu Chimia Brazi. 

### Perioada 1982-1997
Denumirea ”Steaua” se explică prin relația privilegiată pe care fosta asociație sportivă (A.S.A. Mizil, A.S. Mizil) a avut-o cu clubul Steaua București, aceasta datorîndu-se subordonării ministeriale (M.Ap.N.) pe care o avea Uzina Mecanică din Mizil, cea care finanța principala activitate sportivă din oraș. Această relație de tip club-satelit a făcut ca la Mizil să sosească an de an juniori proveniți din loturile Stelei București pentru experiența pe care o puteau căpăta din concurența dură a Diviziei B.
La sfârșitul ediției de campionat 1996-1997 echipa a retrogradat în liga a treia, apoi în eșalonul județean și desființându-se în 2006, astfel dispărând singura asociație sportivă profesionistă din Mizil. Fotbalul mizilean a fost prezent în 13 ediții de campionat ale seriei I din ligii secunde, înainte de 1989 fiind cunoscută sub denumirea Divizia B. În prima ediție, 1984-85, a participat cu denumirea A.S. Mizil, aceasta schimbându-se apoi și devenind Steaua Mizil. 

#### Linii de clasament 1985-1997
Iată liniile de clasament pentru cele 13 ediții ale campionatului Diviziei B, seria I la care a participat Steaua (A.S.) Mizil:
1984-85 Divizia B
8.	AS Mizil 	34	15	4	15	56-63	34
1985-86 Divizia B
8.	Steaua Mizil	34	15	4	15	45-42	34
1986-87 Divizia B
5.	Steaua Mizil	34	17	4	13	54-48	38
1987-88 Divizia B
10.	Steaua Mizil	34	16	2	16	53-56	34
1988-89 Divizia B
7.	Steaua Mizil	34	17	2	15	52-50	36
1989–90
5.	Steaua Mizil	34	17	3	14	48-40	37
1990-91 Divizia B
5.	Steaua Mizil	34	17	4	13	39-38	38
1991-92 Divizia B
7.	Steaua Mizil	34	16	4	14	53-37	36
1992-93 Divizia B
2.	Steaua Mizil	34	19	3	12	71-31	41
1993-94 Divizia B
3.	Steaua Mizil	34	15	6	13	39-33	36
1994-95 Divizia B
9.	Steaua Mizil	34	14	6	14	46-47	48
1995-96 Divizia B
12.	Steaua Mizil	34	14	4	16	43-56	46
1996–97 Divizia B
18.	Steaua Mizil	34	1	5	28	11-132	 8

### Jucători Importanți
- Gheorghe Butoiu
- Ștefan Pisău
- Adrian Bumbescu
- Ștefan Popa
- Marcel Pușcaș
- Dan Manescu
- Cristian Zmoleanu
- Gheorghe Aldea
- Mihai Afiliu
- Teodor Anghelini
- Gabriel Mărgărit
- Adrian Bumbescu
- Cornel Dobre
- Ciprian Mozacu
- Ionuț Dragomir
- Cătălin Mulțescu
- Marian Aliuță
- Marius Mitu
- Remus Safta
- Bogdan Muscă
- Daniel Jilavu
- Giani Gorga
- Gigi Gorga
- Gabriel Cozma
- Marian Alexandru
- Niculiță Marian
- Ion Haralambie
- Florin Sandu
- Marcel Tirchineci
- Mircea Niță Cireașă
- Mihai Oprea
- Ion Gușă
- Decu Crângașu
- Gabriel Ciolponea
- Alexandru Pavel
- Gabriel Șerban
- Marcel Abăluță
- Gheorghe Bălăceanu
- Bogdan Vintilă
- Cosmin Elisei
- Mihai Pletea
- Viorel Goia
- Costel Lazăr
- Nicolae Lazăr
- Nicolae Ruse
- Ion Cojocaru
- Aret Ene
- Ion Grigore
- Gheorghe Simaciu
- Dănuț Matei
- Gheorghe Greaca
- Gheorghe Mârzea
- Vasile Cosarek
- Constantin Galeș
- Sorin Mihalache
- Nicolae Vraciu
- Ion Trache
- Dumitru Drândea
- Marian Stanciu
- Viorel Drăgan
- Alexandru Drăgan
- Bujorel Mocanu
- Simion Mironaș
- Paul Ștefănescu
- Marius Goran
- Gavrila Sebastian Georgian
- Comsa Emil

### Antrenori Importanți
- Carol Creiniceanu
- Bujor Hălmăgeanu
- Costică Moldoveanu
- Robert Cosmoc
- Florin Marin
- Mihai Mocanu
- Dumitru Dumitriu
- Vasile Aelenei